# Pilkington no Brasil
A presença da Pilkington no Brasil data de 1979, ano em que adquiriu a Santa Lucia Cristais Blindex Ltda, empresa fabricante de vidros de segurança temperados, fundada em 1951 pelo grupo francês Luis Dreyfus. Na época da aquisição a marca Blindex já constituía um patrimônio empresarial e sua manutenção foi considerada estratégica. 
Graças aos constantes investimentos em capacitação e desenvolvimento do mercado a marca Blindex tornou-se sinônimo de vidro temperado, o que possibilitou a implantação de um inédito sistema de franquia industrial, com abrangência nacional, contando com uma rede de 12 franqueados e de mais 600 distribuidores.  
Possui quatro unidades no Brasil (Caçapava, Betim, Camaçari e São Paulo), sendo uma delas a matriz onde concentram-se as áreas administrativa e comercial para atender ao mercado automotivo. Em São Paulo (capital) está a unidade fabril focada nos mercados de construção civil.
Líder nos mercados onde atua, a Pilkington está entre os principais fabricantes de vidro do mundo, atendendo aos segmentos da construção civil, automobilístico, de decoração e de vidros técnicos. 
O grupo opera em mais de 29 países, nos quatro continentes e tem a maior participação de mercado nos segmentos de produtos para construção civil, indústria automobilística e vidros especializados no mundo. 